# Adagnesia antarctica
Adagnesia antarctica är en sjöpungsart som beskrevs av Kott 1969. Adagnesia antarctica ingår i släktet Adagnesia och familjen Agneziidae. Inga underarter finns listade i Catalogue of Life.